# Glaciar Zoller
El glaciar Zoller (77°53′S 162°18′E / -77.883, 162.300) es un glaciar en la Antártida.
Se encuentra en las rocas Catedral entre los glaciares Emmanuel y Darkowski, fluye hacia el norte confluyendo con el glaciar Ferrar de la tierra de Victoria. Fue relevado por la Expedición Terra Nova al mando de Scott, 1910–13. Fue nombrado por el Comité Consultivo sobre Nomenclatura Antártica (US-ACAN) en 1964 en honor al teniente John E. Zoller, U.S. Navy, capellán del grupo invernal de 1957 en la base Little America V.